# Provincia Hwanghae de Sud

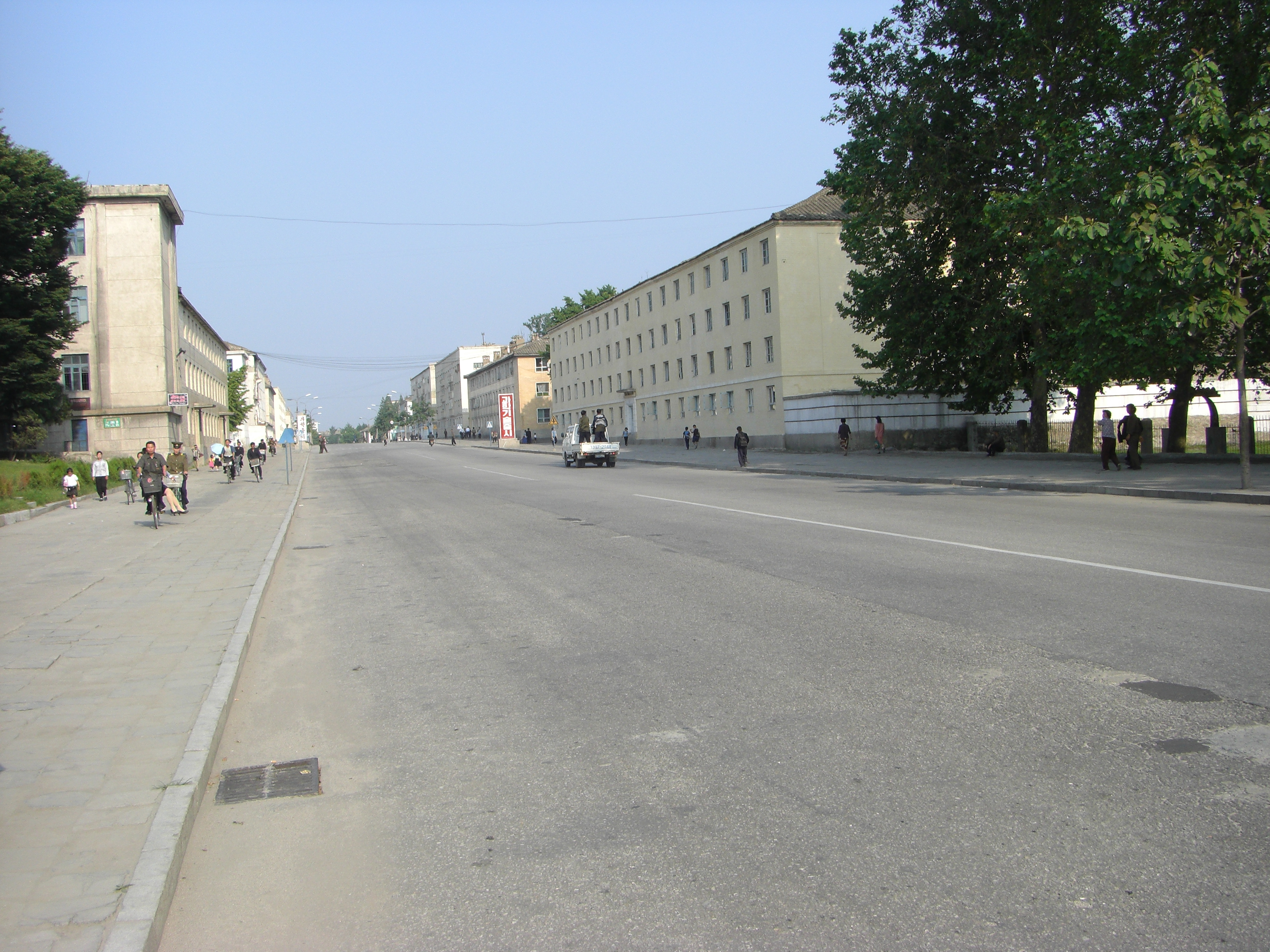
Orașul Haeju

Hwanghae de Sud este o provincia a R.P.D. Coreene. Provincia a luat naștere când Provincia Hwanghae a fost împărțita în două. Reședința provinciei se găsește la Haeju.

## Județe
| - Anak 안악군/安岳郡 - Chaeryong 재령군/載寧郡 - Changyon 장연군/長淵郡 - Chongdan 청단군/青丹郡 - Kangryong 강령군/康翎郡 | - Kwail 과일군/과일郡 - Ongjin 옹진군/甕津郡 - Paechon 배천군/白川郡 - Pongchon 봉천군/峰泉郡 - Pyoksong 벽성군/碧城郡 | - Ryongyon 룡연군/龍淵郡 - Samchon 삼천군/三泉郡 - Sinchon County 신천군/信川郡 - Sinwon 신원군/新院郡 - Songhwa 송화군/松禾郡 | - Taetan 태탄군/苔灘郡 - Unryul 은률군/殷栗郡 - Ŭnch'ŏn-gun 은천군/銀泉郡 - Yonan-gun 연안군/延安郡 |  |